# أولاد أحمد (بني شكدال)
أولاد أحمد هو دُوَّار يقع بجماعة بني شكدال، إقليم الفقيه بن صالح، جهة بني ملال خنيفرة في المملكة المغربية. ينتمي الدوّار لمشيخة بني شكدال التي تضم 10 دواوير. يقدر عدد سكانه بـ 1749 نسمة حسب الإحصاء الرسمي للسكان والسكنى لسنة 2004.

## روابط خارجية
- البوابة الوطنية للجماعات الترابية
- المندوبية السامية للتخطيط